# Diver!
Diver! is een Engelstalige single van de Belgische band De Bossen uit 2000.
De overige nummers op deze single waren Prisoners of rock 'n' roll en I don't give a fuck.
Het nummer verscheen op het album Feel The Beating.

## Meewerkende artiesten
- Muzikanten:
  - Inneke23 (zang, basgitaar & backing vocals)
  - Lara Wolfsmelk (drums, zang)
  - Wim De Beuckelaer (gitaar, backing vocals, zang)
  - Katrien DB (backing vocals)